# Zone de chalandise
La zone de chalandise d'un commerce est sa zone géographique d'influence, d'où provient la majorité de la clientèle. Elle s'étend schématiquement sous la forme de courbes isochrones dont le centre est le point de vente, mais est en fait profondément modifiée à la marge par les implantations concurrentes et la sociologie des localités couvertes. Cette forme de courbe est surtout utilisée à des fins prévisionnelles lors d’une ouverture. 
Il existe trois types de zone de chalandise :
- Isométrique : elle se base sur la distance « directe » entre deux points, à vol d'oiseau (La boutique et un autre endroit).
- Isochrone : celle-ci se base sur le temps nécessaire pour se rendre jusqu'au point de vente (exemple : 10 minutes en voiture).
- Mesurée : elle se base soit sur des enquêtes de terrain, soit sur la collecte automatisée de géolocalisation de smartphones, qui permettent de constater in situ les mouvements des populations qui fréquentent une zone (par exemple un quartier).

Pour les points de vente en fonctionnement, la zone de chalandise est plus souvent mesurée en fonction de la part de la population fréquentant le point de vente au sein de chaque zone. Ceci permet de définir l’attractivité du point de vente par rapport à sa concurrence.
La zone de chalandise est l'objet d'étude principal du géomarketing.

## Critères de définition d'une zone de chalandise
La définition d'une zone de chalandise repose sur des éléments d'évaluation concrets. Parmi les critères les plus utilisés, il y a :
- le type de commerce (et son influence)
- le profil des chalands (âge, sexe, revenus, types de foyer, etc.)
- le pouvoir d'attractivité de l'adresse et de son environnement direct
- l'état de la concurrence
- la valeur locative
- la politique commerciale et urbaine du territoire

## Calcul
Grâce à quelques informations supplémentaires sur la zone dans laquelle elle se trouve, une entreprise peut calculer son chiffre d'affaires potentiel en fonction de sa zone de chalandise. Cette méthode est utilisée par les entreprises qui cherchent à s'implanter dans une zone. Elle s'appuie sur les IDC, indices de disparités de consommation des ménages, produits par CCI France.
Exemple :
Les informations dont l'entreprise a besoin sont :
- le nombre d'habitants de la zone : 60 000 hab ;
- le nombre moyen de personnes par ménage dans cette zone : 2,7 personnes ;
- la consommation moyenne nationale des ménages pour le secteur d'activité de l'entreprise : 400 € par an ;
- l'indice de disparité de la consommation (IDC) : 98 ;
- le taux d'attraction commerciale (ou évasion commerciale selon le cas) : +10 % ;
- le chiffre d'affaires des concurrents de la zone : 7 000 000 €.

| Ce que je calcule                             | Formule                                                                                                   | Calcul posé                              | Résultat                        |
| --------------------------------------------- | --- | ---------------------------------------- | ------------------------------- |
| Nombre de ménages de la zone                  | {\displaystyle {\tfrac {\text{nombre de personnes dans la zone}}{\text{nombre de personnes par ménage}}}} | {\displaystyle {\tfrac {60000}{2,7}}}    | 22 222 ménages                  |
| Consommation par ménage de la zone            | {\displaystyle {\tfrac {\text{IDC}}{100}}} * consommation moyenne des ménages                             | {\displaystyle {\tfrac {98}{100}}} * 400 | 392 €                           |
| CA potentiel créé avec les ménages de la zone | consommation * nombre ménages                                                                             | 22 222 * 392                             | 8 711 024 €                     |
| CA potentiel avec l'attraction commerciale    | CA potentiel * (1+taux)                                                                                   | 8 711 024 * (1+0,10)                     | 9 582 126 €                     |
| CA potentiel du futur magasin                 | CA potentiel - CA concurrents                                                                             | 9 582 126 - 7 000 000                    | 2 582 126 arrondi à 2 600 000 € |

## La zone de chalandise dans le développement des franchises[1]
La définition précise d'une zone de chalandise revêt une importance stratégique particulière dans le cadre du développement d’un réseau de franchises. Elle permet non seulement d'évaluer le potentiel économique d'une implantation, mais aussi de structurer de manière cohérente le maillage territorial d’un réseau.
Dans le domaine de la franchise, la zone de chalandise est souvent associée à une zone d’exclusivité territoriale, un périmètre géographique dans lequel aucun autre franchisé du même réseau ne peut s’installer. Cette exclusivité garantit au franchisé une certaine protection commerciale, favorise la rentabilité de son activité et limite les phénomènes de cannibalisation entre points de vente d’un même réseau.
Pour le franchiseur, bien travailler les zones de chalandise permet :
- d’optimiser la couverture du marché,
- de préserver l'équité entre franchisés,
- d’éviter les conflits territoriaux internes,
- de sécuriser la croissance du réseau sur le long terme.

La définition de ces zones repose sur des études géomarketing avancées, prenant en compte des critères comme le potentiel de consommation, la concurrence, les flux de déplacement, et la typologie des populations locales.